# Luigi Reverberi
Luigi Reverberi, italijanski general, * 1892, † 1954.